# Нашият всекидневен глад
„Нашият всекидневен глад“ (на испански: Hambre nuestra de cada día) е мексикански драматичен филм от 1959 година на режисьора Рохелио Гонзалес с участието на Розита Кинтана, Педро Армендарис и Игнасио Лопес Тарсо.

## В ролите
- Розита Кинтана като Вики
- Педро Армендарис като Макарио Фернандес
- Игнасио Лопес Тарсо като Пабло
- Карлос Ансира като Кике
- Омар Хасо като Борачито
- Диана Очоя като Вируча
- Йерие Бейруте като хлапето
- Лус Мария Нунес като Патрона
- Луис Арагон като дон Хусто
- Гилермо Браво Соуса като дон Чема[1]

## Интересни факти
Снимките на филма започват през 1952 година, но са необходими цели седем години той да бъде технически завършен. Премиерата му се състои през 1959 година в рамките на конкурсната програма на Международния кинофестивал в Москва.